# Bockara kyrka
Bockara kyrka är en rödmålad träkyrka belägen på skogskyrkogården i det lilla samhället Bockara som ligger cirka 22 kilometer väster om Döderhult. Kyrkan hör till Döderhults församling i Växjö stift.

## Kyrkobyggnaden
1940 uppfördes kyrkan efter ritningar av arkitekten Johannes Dahl. 1 juli 1940 invigdes kyrkan av biskopen av Linköpings stift Tor Andræ. Fram till 1973 hörde Bockara till Mörlunda pastorat i Linköpings stift.
Kyrkan har ett vapenhus på västra sidan där också ingången finns. Sakristian ligger i norra änden, och på östra sidan finns ett korutsprång. Kyrkorummets väggar är vitmålade. 1989-90 genomgick kyrkan en renovering då bland annat altaret flyttades fram så att prästen står bakom altaret och har sitt ansikte vänt mot församlingen.

## Inventarier
- Mariaskulptur av Allan Lindholm från år 2006, står vid östra korväggen. Invigdes på Palmsöndagen 2006 av Leif Norrgård.

### Orgel
- 1954 byggdes en orgel av Lindegren Orgelbyggeri AB, Göteborg. Den omdisponeras 1983 av J. Künkels Orgelverkstad. Orgeln är pneumatisk.

Den har följande disposition:
| Huvudverk I  | Bröstverk II  | Pedal      | Koppel  |
| Rörflöjt 8´  | Gedackt 8´    | Subbas 16´ | I/P     |
| Principal 4´ | Blockflöjt 4´ |            | II/P    |
| Mixtur 3 kor | Principal 2´  |            | II/I    |
|              | Nasat 1 1⁄3'  |            | II 4'/I |
|              |               |            | II 4'/P |